# Wykładnia funkcjonalna
Wykładnia funkcjonalna – koncentruje się na funkcji (roli), jaką regulacja prawna pełni w społeczeństwie, w życiu gospodarczym, politycznym, kulturalnym itp.. Jest ona zbliżona lub często utożsamiana z wykładnią celowościową. Celem danej regulacji prawnej może być bowiem pełnienie przez tę regulację właśnie jakiejś funkcji.